# Латгальське передмістя
Латгальське передмістя (латис. Latgales priekšpilsēta) — один з шести адміністративних районів Риги, розташований у південно-східній частині Риги на правому березі річки Даугава.
Площа передмістя становить 50 км², а населення (станом на 1 липня 2018 року) — 183 287 осіб (найбільше в Ризі за чисельністю населення).
Після окупації Латвії у 1940 році, у 1941 році Латгальське передмістя було перетворено на Московський район. У 1968 році територія Московського району була розширена до сучасних районів Шкіротави, Плявнієки, Румбули і Дарзінi. Після відновлення незалежності Латвійської Республіки в 1991 році було відновлено назву Латгальське передмістя.